# Gamergus hessei
Gamergus hessei är en insektsart som beskrevs av Synave 1956. Gamergus hessei ingår i släktet Gamergus och familjen sköldstritar. Inga underarter finns listade i Catalogue of Life.